# Аљбан Укај
Аљбан Укај (алб. Alban Ukaj; Приштина, 21. јул 1980) албански је глумац са Косова и Метохије. Студирао је на Академији сценских уметности у Сарајеву.

## Одабрана филмографија
- Брак (2017)
- (2020)
- Образ (2023)